# 2007年能登半島地震
2007年能登半島地震是於2007年3月25日9點41分59秒（JST）在日本石川縣能登半島與日本海交界處發生的地震，地震規模為日本气象厅地震规模6.9。日本氣象廳將此次地震命名為「平成19年（2007年）能登半島地震」。

## 地震

### 主震
在石川縣的七尾市、輪島市、穴水町的观测到震度6强，從北海道南部到中國、四國地方之間廣大的區域也有搖晃感。石川縣的震度最高为6强，是當地有史以來最強規模的地震，富山縣震度5弱也創下當地自1930年以來的震度纪录。根據國土地理院使用全球定位系统（GPS）觀測震源地帶，發現是由於斷層移動造成，其中包括由逆斷層和橫向滑走斷層組合成的「複合斷層」，在海底和陸地之間有一條長14公里的斷層帶。
| 震度 | 都道府縣 | 市区町村                                    |
| ---- | -------- | ------------------------------------------- |
| 6强  | 石川縣   | 七尾市 輪島市 穴水町                        |
| 6弱  | 石川縣   | 能登町 中能登町 志賀町                      |
| 5强  | 石川縣   | 珠洲市                                      |
| 5弱  | 新潟縣   | 刈羽村                                      |
| 5弱  | 富山縣   | 射水市 小矢部市 冰見市 舟橋村 滑川市 富山市 |
| 5弱  | 石川縣   | 河北市 宝達志水町 羽咋市                    |

### 餘震
在主震之後，有長時間的餘震，共觀測到超過250次以上的有感地震。2007年3月25日18點11分，石川縣的輪島市和穴水町發生M5.3，最大震度5弱的餘震，隔天（3月26日）7點16分又發生最大震度4的餘震。此外，3月26日14點46分在石川縣志賀町發生震度5弱的餘震。

### 海嘯
日本氣象廳在地震後針對石川縣能登沿岸、加賀沿岸發佈海啸注意警报。地震發生後1小時后，在珠洲市金澤港观测到20公分高的小型海嘯
，當天晚間11點30分全面解除海啸注意警报。

## 損失與傷亡
| 死亡       | 1人     |
| 受傷       | 331人   |
| 全倒房屋   | 67棟    |
| 半倒房屋   | 1,940棟 |
| 損失總金額 | 確認中  |

居於石川縣輪島市鳳至町之居民宮腰喜代美女士（57歲）在自家被地震時掉下的石燈籠擊中頭部死亡，成為地震中唯一死者；來自石川縣、富山縣中心地區的傷者目前有209人。震央中心地區的多間房屋倒塌、道路損壞，電線、瓦斯、水管等管線斷裂，富山縣的冰見漁港發生土壤液化現象。
此外，交通也受到很大影響。西日本旅客鐵道（JR西日本）金澤支社旗下的全部路線停駛，七尾線由七尾站至和倉溫泉站在26日回復正常服務，而北陸本線也停駛數小時。能登機場的跑道出現22處龜裂，因而暫時封閉，從3月25日開始進行修復工程，於3月26日重開。
而部份高速公路也發生損壞，需要長時間的修復。

## 資料來源
- （日語）日本氣象廳地震情報[]
- （日語）goo地震情報[]

### 其他外部連結
- （日語）石川縣政府網頁（页面存档备份，存于）：受災狀況、捐款資訊
- （日語）日本紅十字會 （页面存档备份，存于）：捐款資訊